# Landesregierung Weingartner III
Die Landesregierung Weingartner III bildete die Tiroler Landesregierung von der Landtagswahl 1999 bis zum Rücktritt des Landeshauptmanns Wendelin Weingartner. Sie folgte der Landesregierung Weingartner II nach. Die Mitglieder der Landesregierung wurden am 30. März 1999 angelobt. Nachdem 1998 das Proporzsystem abgeschafft worden war, bildeten ÖVP und SPÖ eine große Koalition.
Während der Amtsdauer der Landesregierung Weingartner III kam es zu zwei Änderungen in der Regierungsmannschaft. Landesrat Fritz Astl (ÖVP) wurde im Jahr 2000 von Günther Platter als Bildungslandesrat abgelöst,  im Jahr 2002 trat auch Herbert Prock zurück. Während die bestehende Landesrätin Christa Gangl seine Sozialagenden übernahm, kam der neue SPÖ-Parteiobmann Hannes Gschwentner neu in die Landesregierung und übernahm Gangls Umweltressort.

## Regierungsmitglieder
| Amt                                                     | Name                       | Partei | Geschäftsfelder am Ende der Gesetzgebungsperiode |
| ------------------------------------------------------- | -------------------------- | ------ | --- |
| Landeshauptmann                                         | Wendelin Weingartner       | ÖVP    | Tourismus, europäische Verkehrspolitik, Südtirol, Angelegenheiten der europäischen Integration, Kultur, Universität, Angelegenheiten der Bundes- und der Landesverfassung       |
| 1. Landeshauptmann-Stellvertreter                       | Ferdinand Eberle           | ÖVP    | Finanzwesen, Land- und Forstwirtschaft, Wirtschaft |
| 2. Landeshauptmann-Stellvertreter                       | Hannes Gschwentner         | SPÖ    | Umweltschutz, Abfallwirtschaft, Baurecht, Fachhochschulen, Veranstaltungswesen, Statistik                                                                                       |
| Landesrätin                                             | Christa Gangl              | SPÖ    | Soziales, Jugendwohlfahrt, Flüchtlingswesen, Sozialversicherungswesen |
| Landesrat                                               | Günther Platter            | ÖVP    | Kultur, Schule, Sport, Arbeitsmarkt- und Arbeitnehmerförderung |
| Landesrat                                               | Konrad Streiter            | ÖVP    | Raumordnung und Grundverkehr, Gemeindeangelegenheiten, Berufsschulen |
| Landesrätin                                             | Elisabeth Zanon-zur Nedden | ÖVP    | Gesundheit, Krankenanstalten, Familien-, Frauen-, Jugend- und Seniorenpolitik, Wohnbauförderung                                                                                 |
| Vorzeitig ausgeschiedene Mitglieder der Landesregierung |                            |        | |
| Landesrat                                               | Fritz Astl                 | ÖVP    | Bildung |
| Landeshauptmann-Stellvertreter                          | Herbert Prock              | SPÖ    | Sozial- und Jugendwohlfahrtswesen, Gesundheits- und Sozialsprengel, Flüchtlingswesen, Bau und Instandhaltung aller Bundes- und Landesgebäude, Fachhochschulen, Kompetenzzentren |